# Grafo k-aresta-conexo
Na teoria dos grafos, um grafo é k-aresta-conexo se ele permanece conexo mesmo que (menos que) k arestas sejam retiradas.
A aresta-conectividade de um grafo é o maior k para que um grafo é k-aresta-conexo.

## Definição Formal
Seja {\displaystyle G=(V,E)} um grafo arbitrário.
Se um subgrafo {\displaystyle G'=(V,E\setminus X)} é conexo para todo {\displaystyle X\subseteq E} onde {\displaystyle |X|<k}, então G é k-aresta-conexo.

## Grau de relação do mínimo vértice
O mínimo grau de vértice dá um limite trivial de ponta para aresta-conexa. Isto é, se um grafo {\displaystyle G=(V,E)} é k-aresta-conexo então é necessário que k ≤ δ(G)), onde δ(G) é o grau mínimo de qualquer vértice v ∈ V. Obviamente, deletando todas arestas incidentes ao vértice, v, iria então desconexar v do grafo.

## Aspectos Computacionais
Existe um algoritmo de tempo polinomial que determina o maior k para que um grafo G é k-arestas-conexo. Um simples algoritmo poderia, para cada par (u,v), determina o grau máximo de u para v com capacidade de todas as arestas em G igualando a 1 para ambas direções. O grafo é k-arestas-conexo se somente se o grau máximo de u para v é no mínimo k para qualquer par (u,v), então k é no mínimo u-v-grau entre todos (u,v).
Se n é o número de vértices do grafo, este simples algoritmo iria ter um tempo de {\displaystyle O(n^{2})} interações no máximo grau do problema, que pode ser resolvido com tempo de {\displaystyle O(n^{3})}. Por isso, a complexidade do algoritmo descrito é de {\displaystyle O(n^{5})} no total.
Um algoritmo improvisado vai resolver o máximo grau do problema para cada par (u,v) onde u é arbitrariamente fixado enquanto v varia todos os vértices. Essa redução tem complexidade de {\displaystyle O(n^{4})}, se o corte da capacidade menos que k existir, esse é o limite para separar u de outros vértices. Pode ser usado para improvisar mais pelo algoritmo de Gabow que corre no pior caso em {\displaystyle O(n^{3})} tempo.
Um problema relacionado: Achar o mínimo subgrafo k-arestas-conexo de G (ou seja: selecionar poucas possíveis arestas em G que sua seleção é k-arestas-conexo) é NP-difícil para {\displaystyle k\geq 2}.

## References
1. ↑   Harold N. Gabow. A matroid approach to finding edge connectivity and packing arborescences. J. Comput. Syst. Sci., 50(2):259–273, 1995.
2. ↑  M.R. Garey and D.S. Johnson. Computers and Intractability: a Guide to the Theory of NP-Completeness. Freeman, San Francisco, CA, 1979.